# Xingyiquan
Xingyiquan („Boks umysłu”, "Pięść formy i intencji" lub „ Boks silnej woli”) - jeden z trzech najbardziej znanych stylów wewnętrznych kung fu. 
Trening zaczyna się od ćwiczenia prostych pięciu form będących  sednem stylu. Formy symbolizują odpowiednio: metal, wodę, drzewo, ogień i ziemię. Następnie ćwiczy się pięć połączonych form i 12 form zwierzęcych. Uważa się, że prawidłowe wykonywanie form działa zdrowotnie na pięć podstawowych organów: płuca, nerki, wątrobę, serce i żołądek.   Legendarnym twórcą stylu jest żyjący w XII w chiński generał Yue Fei. Pierwszym odnotowanym mistrzem Xingyiquan był Ji Longfeng w XVII wieku, który miał dwóch wybitnych uczniów :
Cao Jiwu (twórca szkoły z Shanxi) oraz Ma Xueli (twórca szkoły z Henan).
Obie szkoły wydały wielu wybitnych i słynnych mistrzów.  Szkoła z Shanxi kładła nacisk na wszystkie 12 form zwierząt, natomiast szkoła z Henan koncentrowała się na dwóch ostatnich: orła i niedźwiedzia. Wielu z mistrzów Xingyiquan pracowało jako eskorta karawan kupieckich w Henan i Shanxi potwierdzając wartości tego stylu w starciach z bandytami napadającymi na konwoje.
Znanym mistrzem ze szkoły Shanxi był Li Nengran, który otworzył szkołę w Hebei. Uczniem Li Nengrana był  mistrz Guo Yunshen, który stoczył nierozstrzygnięty pojedynek z mistrzem Dong Haichuan ze stylu Baguazhang. Jego uczniowie podzielili styl na trzy gałęzie:
- konserwatywną, ćwiczącą wszystko tradycyjnie (Li Cunyi)
- syntetyczną łączącą  Bagua, Xingyi i Taijiquan (Sun Lutang), oraz
- naturalną, w której nie kładziono nacisku na naukę form tylko wolę „Yi” (Wang Xiangzhai) zwaną później Yiquan, albo Dachengquan.

Uważa się, że metodę Xingyi w obronie można porównać do stalowej kuli, Bagua (Baguazhang) do kuli z drucianej siatki, a Taijiquan do kuli gumowej. Wobec ataku frontalnego schodzi się z linii ciosu pod kątem 45 stopni aby wytrącić przeciwnika z równowagi. Jest to inne podejście niż ciągłe napieranie i cofanie jak w Taiji, lub schodzenie w bok i zachodzenie z tyłu jak w Bagua. O ile w Taiji należy być jak "giętki bambus wyginany przez wiatr", w Bagua  "siła 1 kg, która ustawiona prostopadle odchyla siłę jednej tony", to w Xingyi należy być jak "kamień, który odpowiednio ustawiony na drodze może wywrócić wóz". W praktyce w Xingyi więcej jest ruchów po linii prostej i przykłada się wagę do bezpośredniego uderzenia pięścią.